# IC 3756
IC 3756 је спирална галаксија у сазвјежђу Дјевица која се налази на листи објеката дубоког неба у Индекс каталогу.
Деклинација објекта је + 11° 54' 55" а ректасцензија 12h 46m 10,1s. Привидна величина (магнитуда) објекта IC 3756 износи 15,2 а фотографска магнитуда 16,0.